# Pommersche Fußballmeisterschaft
Die Pommersche Fußballmeisterschaft der Männer wurde zwischen der Saison 1905/06 und 1932/33 in verschiedenen Fußballverbänden ausgespielt. Der Pommersche Fußballmeister qualifizierte sich zwischen 1907 und 1911 für Aufstiegsspiele zur Berliner Fußballmeisterschaft, ab 1914 bis 1930 für die Endrunde um die Baltische Fußballmeisterschaft und ab 1931 für die Endrunde um die Berliner Fußballmeisterschaft.

## Geschichte
In der pommerschen Hauptstadt Stettin gab es mit der Stettiner Fußball-Vereinigung und dem Verband Stettiner Ballspiel-Vereine  bereits Anfang der 1900er-Jahre Fußballverbände, die jedoch nach nur sehr kurzem Bestehen an inneren Streitereien bzw. Desinteresse gescheitert waren. Am 2. Juni 1905 erfolgte mit der Gründung des Verbandes Pommerscher Ballspiel-Vereine (VPBV) ein neuer Versuch, eine regionale Fußballmeisterschaft zu organisieren. Bei der Festlegung der Grenzen der einzelnen Regionalverbände hatte Pommern 1906 eine fragwürdige Sonderstellung erhalten und wurde keinem der bestehenden Regionalverbänden des DFBs zugewiesen. Im Jahre 1907 schloss sich der VPBV darauf dem Verband Berliner Ballspielvereine (VBB) als Ortsgruppe Stettin an und blieb dort Mitglied bis 1911. Die lokalen Meisterschaften wurden weiterhin in eigener Regie organisiert, der Sieger dieser Ortsgruppe qualifizierte sich für ein Aufstiegsspiel gegen den Teilnehmer der 2. Klasse Berlin um den Aufstieg in die oberste Berliner Fußballliga. Nach dem Zusammenschluss der drei Berliner Verbände am 29. April 1911 zum neuen Verband Brandenburgischer Ballspielvereine (ebenfalls VBB) endete die Mitgliedschaft der Stettiner Vereine im alten VBB.
Danach wurde der Verband Pommerscher Ballspiel-Vereine am 18. Juli 1912 neu gegründet. Jetzt wurde der Versuch unternommen sich Gebiete anderer Verbände anzueignen (Mecklenburg, Posen und ein Teil von Brandenburg) und selbst Mitglied im DFB zu werden. Dieses Vorhaben schlug jedoch fehl, so dass die pommerschen Vereine von 1911 bis 1913 keinem Regionalverband angehörten und somit der pommersche Fußballmeister keine Möglichkeiten hatte, sich für überregionale Fußballmeisterschaften zu qualifizieren. Am 16. März 1913 schloss sich der Verband schließlich dem Baltischen Rasen- und Wintersport-Verband (BRWV) an. Fortan war der pommersche Fußballmeister für die Baltische Fußballmeisterschaft qualifiziert. Innerhalb Pommerns wurde in verschiedenen regionalen Bezirken gespielt, dessen Sieger sich dann für die eigentliche Pommersche Fußballmeisterschaft qualifizierten. Ab 1926 war auch der Pommersche Vizemeister für die Baltische Fußballendrunde qualifiziert. 1928 kamen noch Vereine aus dem Bereich Vorpommern und Rügen hinzu, diese spielten vormals im Norddeutschen Fußball-Verband (NFV). Nach der Spielzeit 1929/30 wechselten die Kreise Stettin, Gollnow und Vorpommern-Rügen zum Verband Brandenburgischer Ballspielvereine, die Pommersche Fußballmeisterschaft fand daher ab 1930 unter der Verantwortung des VBB statt. Die beiden verbliebenen Kreise (Schneidemühl und Köslin) verblieben im BRWV und wurden fortan dem Bezirk Grenzmark zugeordnet. Im Bereich des VBB war nur der Pommersche Fußballmeister, nicht jedoch der Vizemeister, für die Verbandsendrunde qualifiziert.
Im Zuge der Gleichschaltung wurden die vorhandenen Regionalverbände wenige Monate nach der Machtübernahme der Nationalsozialisten im Jahre 1933 aufgelöst. Die Vereine aus Pommern wurden ab 1933 der Gauliga Pommern bzw. deren Unterbau zugeordnet.
Seit Beginn der Austragung der Pommerschen Fußballmeisterschaft wurde diese von Vereinen aus Stettin dominiert, Vereine aus anderen Städten konnten die Fußballmeisterschaft nicht gewinnen. Zweimal konnte der pommersche Fußballmeister ebenfalls die Baltische Fußballmeisterschaft gewinnen.

## Pommersche Fußballmeister 1906–1933

### Im VPBV 1906–1907
| Jahr    | Pommerscher Fußballmeister |
| ------- | -------------------------- |
| 1905/06 | FC Titania Stettin         |
| 1906/07 | FC Titania Stettin         |

### Im VBB 1908–1911
| Jahr    | Pommerscher Fußballmeister | Ergebnis Aufstiegsspiel | Meister 2. Klasse Berlin |
| ------- | -------------------------- | ----------------------- | ------------------------ |
| 1907/08 | FC Titania Stettin         | 2:6                     | BFC Concordia 1895       |
| 1908/09 | FC Titania Stettin         | 2:3                     | BFuCC Rapide 1893        |
| 1909/10 | SC Blücher Stettin         | 1:5                     | BTuFC Alemannia 90       |
| 1910/11 | FC Titania Stettin         | nicht ausgetragen       | nicht ausgetragen        |

### Im VPBV 1912–1913
| Jahr    | Pommerscher Fußballmeister |
| ------- | -------------------------- |
| 1911/12 | SC Preußen Stettin         |
| 1912/13 | SC Preußen Stettin         |

### Im BRWV 1914–1930
| Jahr    | Pommersche Fußballmeister | Abschneiden baltische Fußballmeisterschaft | Baltischer Fußballmeister     |
| ------- | ------------------------- | ------------------------------------------ | ----------------------------- |
| 1913/14 | FC Titania Stettin        | Zweitplatzierter                           | SV Prussia-Samland Königsberg |
| 1919/20 | FC Titania Stettin        | Sieger                                     | FC Titania Stettin            |
| 1920/21 | Stettiner SC              | Zweitplatzierter                           | VfB Königsberg                |
| 1921/22 | FC Titania Stettin        | Zweitplatzierter                           | VfB Königsberg                |
| 1922/23 | FC Titania Stettin        | Drittplatzierter                           | VfB Königsberg                |
| 1923/24 | Stettiner SC              | Drittplatzierter                           | VfB Königsberg                |
| 1924/25 | FC Titania Stettin        | Zweitplatzierter                           | VfB Königsberg                |
| 1925/26 | FC Titania Stettin        | Drittplatzierter                           | VfB Königsberg                |
| 1926/27 | Stettiner SC              | Drittplatzierter                           | Stettiner FC Titania          |
| 1927/28 | SC Preußen Stettin        | Zweitplatzierter                           | VfB Königsberg                |
| 1928/29 | VfB Stettin               | Viertplatzierter                           | VfB Königsberg                |
| 1929/30 | FC Titania Stettin        | Zweitplatzierter                           | VfB Königsberg                |

### Im VBB 1931–1933
| Jahr    | Pommersche Fußballmeister | Abschneiden Berliner Fußballmeisterschaft | Berliner Fußballmeister |
| ------- | ------------------------- | ----------------------------------------- | ----------------------- |
| 1930/31 | Polizei SV Stettin        | Viertplatzierter                          | Hertha BSC              |
| 1931/32 | Stettiner SC              | Drittplatzierter                          | Tennis Borussia Berlin  |
| 1932/33 | Stettiner SC              | Viertplatzierter                          | BTuFC Viktoria 89       |

## Pommerscher Vizemeister (BRWV) 1926–1930
| Jahr    | Pommerscher Vizemeister | Abschneiden baltische Fußballmeisterschaft | Baltischer Fußballmeister |
| ------- | ----------------------- | ------------------------------------------ | ------------------------- |
| 1925/26 | Stettiner SC            | Zweitplatzierter                           | VfB Königsberg            |
| 1926/27 | FC Titania Stettin      | Sieger                                     | FC Titania Stettin        |
| 1927/28 | FC Titania Stettin      | Drittplatzierter                           | VfB Königsberg            |
| 1928/29 | FC Titania Stettin      | Zweitplatzierter                           | VfB Königsberg            |
| 1929/30 | VfB Stettin             | Drittplatzierter                           | VfB Königsberg            |

## Rekordmeister
Pommerscher Rekordmeister ist der FC Titania Stettin, der den Titel zwölf Mal gewinnen konnte.
|  | Verein             | Titel | Jahr                                                                   |
|  | ------------------ | ----- | ---------------------------------------------------------------------- |
|  | FC Titania Stettin | 12    | 1906, 1907, 1908, 1909, 1911, 1914, 1920, 1922, 1923, 1925, 1926, 1930 |
|  | Stettiner SC       | 5     | 1921, 1924, 1927, 1932, 1933                                           |
|  | SC Preußen Stettin | 3     | 1912, 1913, 1928                                                       |
|  | SC Blücher Stettin | 1     | 1910                                                                   |
|  | VfB Stettin        | 1     | 1929                                                                   |
|  | Polizei SV Stettin | 1     | 1931                                                                   |